# 徐一帆
徐一帆（1953年9月—），男，汉族，福建福州人，中华人民共和国政治人物。厦门大学经济学院计划统计专业大学毕业。

## 生平
1975年在福州市第三建筑公司参加工作，1978年考入厦门大学经济学院计划统计专业学习，1982年毕业分配到福建农业大学经贸学院工作，曾任财贸系主任、经贸学院副院长。1991年4月加入中国民主同盟。1997年任民盟福建省委副主委兼秘书长，福建省人大常委。2000年任福建省统计局副局长，福建省政协常委，挂职国家经济贸易委员会任综合司副司长。
2004年8月，任国家统计局副局长。2005年，被增补为第十届全国政协委员。2008年，当选第十一届全国政协委员，代表中国民主同盟，分入第五组。2015年1月，不再担任国家统计局副局长。